# جبهة التبو لإنقاذ ليبيا
جبهة التبو لإنقاذ ليبيا تأسست في 30 يونيو 2007 وهي تنظيم معارض لنظام معمر القذافي وهي من ضمن الحركات الليبية المعارضة للنظام الليبي. يعتبر القيّمون عليها أنها ليست حركة قبلية أو عنصرية إنما هي حركة سياسية وطنية ليبية.